# Paramarpissa
Paramarpissa F. O. P.-Cambridge, 1901 è un genere di ragni appartenente alla famiglia Salticidae.

## Etimologia
Il nome è composto dal prefisso greco παρά-, parà-, che significa vicino, presso, accanto e dal genere Marpissa, appartenente a questa stessa famiglia.

## Distribuzione
Le sei specie oggi note di questo genere sono diffuse in Messico e negli USA; ben tre delle specie sono endemiche del solo Messico.

## Tassonomia
Rimosso dalla sinonimia con Pseudicius Simon, 1885 da uno studio degli aracnologi Dmitri Logunov e Bruce Cutler del 1999.
A maggio 2010, si compone di sei specie:
- Paramarpissa albopilosa (Banks, 1902) — USA, Messico
- Paramarpissa griswoldi Logunov & Cutler, 1999 — USA, Messico
- Paramarpissa laeta Logunov & Cutler, 1999 — Messico
- Paramarpissa piratica (Peckham & Peckham, 1888) — USA, Messico
- Paramarpissa sarta Logunov & Cutler, 1999 — Messico
- Paramarpissa tibialis F. O. P.-Cambridge, 1901[2] — Messico